# Trinomys mirapitanga
Trinomys mirapitanga — вид гризунів родини щетинцевих, який відомий тільки по проживання в одній місцевості В порту Сеґуро, штат Баїя, Бразилія. Живе у низинному вторинному лісі. 

## Загрози та охорона
Основною загрозою є знеліснення та знищення середовища проживання. Проживає на охоронних територіях.